# I regali di Natale
I regali di Natale è un album di Antonella Ruggiero uscito il 25 novembre 2010.
È una raccolta di brani, interamente dedicata alla rivisitazione dei canti della tradizione natalizia nazionale e internazionale, di tutti i tempi.
In copertina è presente una foto da bimba della stessa Antonella, poiché come lei stessa scrive nella presentazione del disco, questo è un disco legato al Natale ma anche ai ricordi dei doni che lei stessa riceveva durante il Natale.
L'album è stato registrato tutto in studio tra Milano e Berlino, ad eccezione dei brani "Stille Nacht" e "Bianco Natale", registrati dal vivo con l'Orchestra I Virtuosi Italiani, a Betlemme e Gerusalemme, già trasmessi da Raitre nello speciale Concerto di Natale, andato in onda la mattina del 25 dicembre 2009.
L'album è stato pubblicato in due versioni, una versione allegata alle testate Arnoldo Mondadori Editore: TV Sorrisi e Canzoni e Donna Moderna, l'altra versione è quella distribuita in tutti i negozi di dischi; entrambe le versioni contengono le stesse tracce musicali e lo stesso booklet.

## Tracce
Disco 1
1. Veni veni Emmanuel (Tradizionale francese XV secolo)
2. Noel, noel, è nato il redentor (Oh Holy Night - A. Adam 1847)
3. Il piccolo tamburino (The Little Drummer Boy - K.K. Davis 1941 versione scuola Rudolf Steiner)
4. Panis Angelicus (C. Franck)
5. Quem Pastores Laudavere (Tradizionale tedesco XVI secolo)
6. In notte placida (F. Couperin XVII secolo)
7. Duos Isposos (Pietro Casu, A. Sanna 1927)
8. Deck the Halls (Tradizionale gallese XVII secolo)
9. Mille cherubini in coro (Franz Schubert XIX secolo)
10. Gaudete (Tradizionale XVI secolo)

Disco 2
1. Alberi di natale (O Tannenbaum - Tradizionale tedesco XVI secolo)
2. Gloria in Excelsis Deo (Les anges dans nos campagnes - Tradizionale francese XVIII)
3. God Rest Ye Merry, Gentlemen (Tradizionale inglese XV secolo)
4. Adeste Fideles (Tradizionale irlandese J.F. Wade XVIII secolo)
5. O Sanctissima (O Du Fröhliche - Tradizionale siciliano XVIII secolo)
6. Laudate Dominum (Da Vesperae solennes de confessore K339 W.A. Mozart XVIII secolo)
7. Noel, noel (The First Nowell - Tradizionale inglese XVI secolo)
8. Ave Maria (C. Gounod 1859)
9. Stille Nacht (Astro del ciel - Live F.X. Gruber 1818)
10. Bianco Natale (White Christmas - Live I. Berlin 1940)

## Musicisti
- Antonella Ruggiero - voce
- Oscar Bellomo - chitarra classica
- Mark Harris - tastiere, pianoforte
- Gianvito Pulzone - chitarra classica
- Daniele Di Gregorio - batteria, percussioni
- Roberto Colombo - tastiere
- Renzo Ruggieri - fisarmonica
- Massimo Manzi - batteria
- Maurizio Colonna - chitarra
- Paolo di Sabatino - pianoforte
- Ivan Ciccarelli - batteria, percussioni
- Davide Di Gregorio - percussioni, fiati
- Stefano Dall'Ora - contrabbasso
- Massimo Moriconi - contrabbasso
- Carlo Cantini - violino
- Valentino Corvino - violino, viola
- Sandro Di Paolo - viola
- Enrico Guerzoni - violoncello
- Piero Salvatori - violoncello
- Orchestra I Virtuosi Italiani - archi

## Andamento nella Classifica degli Album Italiana
| Posizione | 86 |